# Junkers Ju 188
Junkers Ju 188 Rächer – niemiecki samolot bojowy, używany głównie jako samolot bombowy i rozpoznawczy w czasie II wojny światowej, następca Ju 88. Mógł być używany do bombardowań z lotu nurkującego.

## Historia konstrukcji

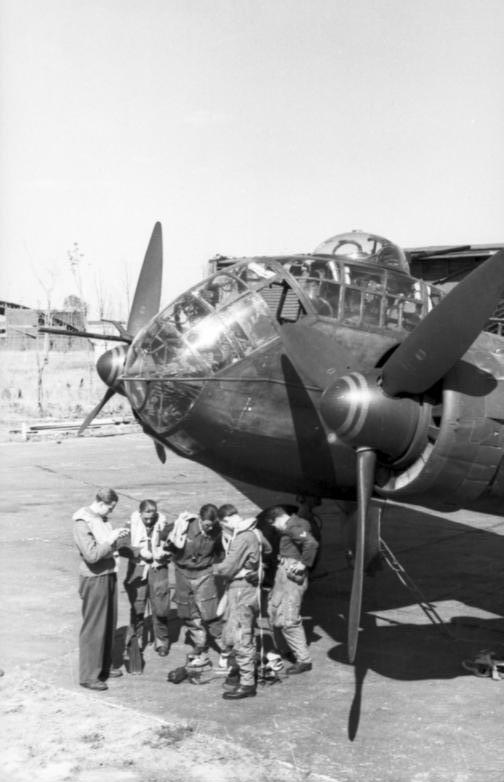
Ju 188 w wersji rozpoznawczej z widocznymi antenami radaru FuG 200 „Hohentwiel”

Silnik BMW 801 eksponowany w MLP w Krakowie

W lipcu 1939 roku Wydział Techniczny Ministerstwa Lotnictwa Rzeszy ogłosił wymagania stawiane przed samolotem bombowym, mającym być następcą Junkersa Ju 88 i Heinkla He 111. Program ten otrzymał kryptonim Bomber B. Junkers zgłosił do tego konkursu samolot Ju 288, lecz prace nad nim się przeciągały, więc zakłady Junkersa rozpoczęły na własną rękę prace nad wersją rozwojową samolotu Ju 88, oznaczoną Ju 88E, dwusilnikowy dolnopłat z chowanym w locie podwoziem i początkowo trzyosobową załogą. W porównaniu z Ju 88 przeprojektowano kabinę załogi, która znajdowała się w przedniej części kadłuba i członkowie załogi rozmieszczeni zostali blisko siebie. Zwiększono moc silników i poprawiono aerodynamikę. Ju 188 napędzane były dwoma silnikami rzędowymi Junkers Jumo 213A (seria A i D), lub silnikami  gwiazdowymi BMW 801 G-2 (seria E i F). Wariantem rozpoznawczym wersji E-1 był samolot Ju 188F-1 wyposażony w dwie kamery fotograficzne.  Samolot ten Ju 88 V44 (Ju 188 V1) (Werk-Nr.260 151 (numer fabryczny)) pierwszy raz wzbił się w powietrze w 1941.

## Produkcja
Produkcja seryjna trwała od lutego 1943 do lutego 1945 i w tym czasie wyprodukowano:
- 1943: 174 samoloty bombowe, 109 rozpoznawcze
- 1944: 434 samoloty bombowe, 484 rozpoznawcze
- 1945:  33 samoloty rozpoznawcze

Samoloty Ju 188 seryjnie były budowane w pięciu wersjach w zakładach Junkersa, ATG (Allgemeine Transportanlagen-Gesellschaft) i Siebel (Siebel Flugzeugwerke). Przy okazji powstało kilka projektów, na których bazował przyszły Ju 388.

## Wersje
- Ju 188 A-2: samolot bombowy z dwoma silnikami Jumo 213A
- Ju 188 A-3: samolot torpedowy z dwoma silnikami Jumo 213A
- Ju 188 D-2: samolot rozpoznawczy, wersja Ju 188 A-2 bez bomb z większym zapasem paliwa wyposażona w kamery fotograficzne
- Ju 188 E-1: samolot bombowy z dwoma silnikami BMW 801 G-2
- Ju 188 E-2: samolot torpedowo-bombowy (E-1 odpowiednio przebudowany)
- Ju 188 F-1: samolot rozpoznawczy, wersja Ju 188 E-1 bez bomb z większym zapasem paliwa wyposażona w kamery fotograficzne
- Ju 188 F-2: samolot rozpoznawczy (F-1 z modyfikacjami E-2 (tylko przebudowa)
- Ju 188 G: samolot bombowy z komorą bombową (nie wszedł do produkcji seryjnej)
- Ju 188 J: projekt szybkiego myśliwca nocnego (później zrealizowany jako Ju 388 J-1)
- Ju 188 K: projekt szybkiego myśliwca nocnego (później zrealizowany jako Ju 388 K-1)
- Ju 188 L: projekt szybkiego myśliwca nocnego (później zrealizowany jako Ju 388 L-1)
- Ju 188 R: nocny myśliwiec (tylko projekt)
- Ju 188 S: szybki bombowiec (tylko projekt)
- Ju 188 T: wysokościowy samolot rozpoznawczy (tylko projekt)
- Ju 188 U: samolot osobisty feldmarszałka Ericha Milcha.